# Philip Craven

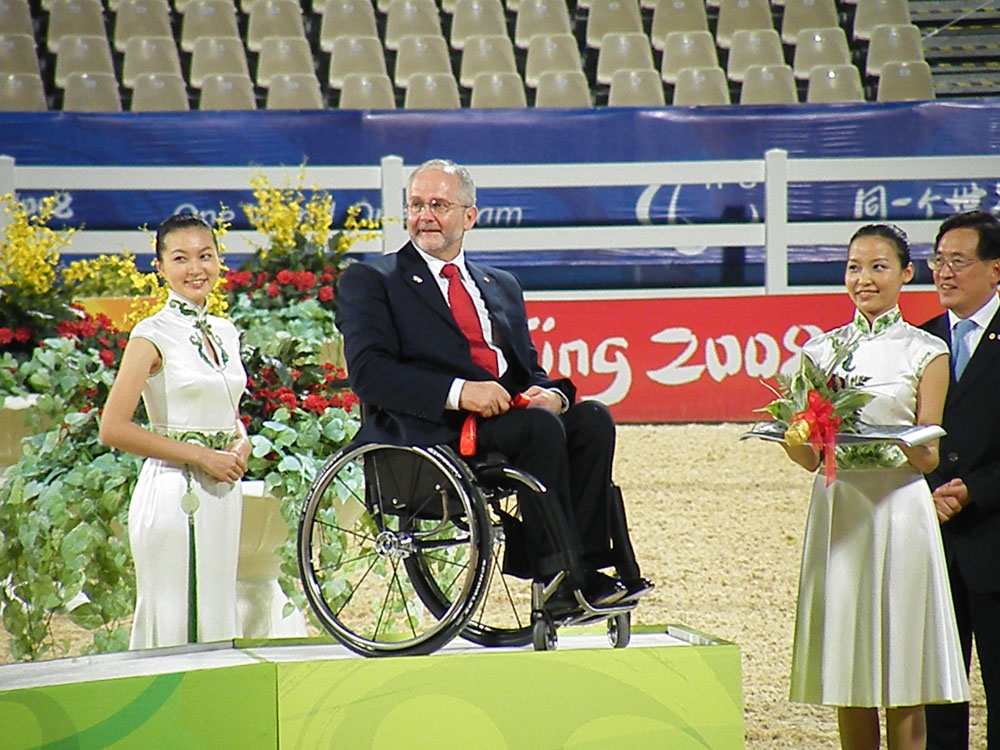
Philip Craven (2008)

Sir Philip Craven, MBE (* 4. Juli 1950 in Bolton/England) ist ein ehemaliger britischer Rollstuhl-Basketballer und war von 2001 bis 2017 Präsident des Internationalen Paralympischen Komitees, das unter anderem die Paralympischen Spiele ausrichtet.

## Leben

### Kindheit und Jugend
Von 1961 bis 1969 besuchte Phillip Craven die Bolton School in Bolton, Greater Manchester. 1966, mit 16 Jahren, verunglückte Phillip Craven bei einer Klettertour und ist seitdem auf einen Rollstuhl angewiesen. Bereits zwei Tage nach seinem Unfall sah er von seinem Krankenhausbett aus eine Gruppe junger Menschen Rollstuhlbasketball spielen und so begann sein Interesse an dieser Sportart. Er studierte von 1969 bis 1972 Geographie an der Manchester University und schloss mit einem Akademischen Grad ab. An der Universität trainierte er intensiv Rollstuhlbasketball und Schwimmen.

### Karriere als Athlet
Philip Craven praktizierte neben Rollstuhlbasketball auch Schwimmen und Tischtennis. Seine größten Erfolge als Sportler hatte er allerdings im Rollstuhlbasketball. Bei seinen ersten Commonwealth Games 1970 erhielt er bereits eine Goldmedaille. Mit der britischen Rollstuhlnationalmannschaft wurde er 1971 und 1974 Europameister und 1973 Weltmeister. Zwei Jahre später wurde er mit seiner Mannschaft Dritter. Ab 1972 spielte er im französischen Verein Club Olympique de Kerpape und gewann mit diesen zweimal die nationale Meisterschaft. Berufsbedingt kehrte er 1974 nach Großbritannien zurück und arbeitete von 1974 an für die British Coal Corporation, bei der er von 1986 bis 1991 Vorstandschef war. Seine Sportkarriere betrieb er weiter. Für die britische Nationalmannschaft absolvierte er mehr als 200 Spiele.
Craven nahm an insgesamt fünf Paralympischen Spielen als Basketballer teil. Seine ersten Spiele waren die Sommer-Paralympics 1972 in Heidelberg, bei denen er zudem als Schwimmer teilnahm. Das letzte Mal als Teilnehmer war er bei den Sommer-Paralympics 1988 in Seoul vertreten.
Seine letzten Erfolge hatte er bei den Europameisterschaften 1993, wo er mit seiner Mannschaft Zweiter wurde, sowie beim European Champions Cup 1994, bei dem sein Team siegreich war.

### Als Sportfunktionär
Bereits seit 1977 war Craven im Vorstand der Great Britain Wheelchair Basketball Association (GBWBA), dem er mit Unterbrechungen bis 1994 angehörte. Weitere Ämter bekleidete er in der International Stoke Mandeville Wheelchair Sports Federation (ISMWSF).
Dem Vorstand der International Wheelchair Basketball Federation (IWBF) gehörte er von 1984 bis 1988 an. Von 1994 bis 1998 war er Chief Executive Officer und von 1988 bis 2002 Präsident der Vereinigung. 2001 wurde Philip Craven zum Präsidenten des Internationalen Paralympischen Komitees (IPC) gewählt, das unter anderem die Paralympischen Spiele ausrichtet. Seit 2003 gehört er zudem dem Internationalen Olympischen Komitee an. Als Vorstandsmitglied war er an der Vorbereitung der Olympischen sowie den Paralympischen Spielen 2012 in London beteiligt. 2013 wurde er mit überwältigender Mehrheit in seinem Amt als Präsident des IPC bestätigt. Er trat damit seine vierte und letzte Amtszeit an.

## Ehrungen
2005 wurde Craven von Königin Elisabeth II. in zum Knight Bachelor erhoben, nachdem er bereits 1991 für seine Verdienste um den Rollstuhlbasketball zum Member of the Order of the British Empire ernannt wurde. Er erhielt außerdem eine ganze Reihe von Ehrendoktortiteln in Großbritannien. Außerdem ist er Mitglied der französischen Ehrenlegion, Träger der beiden russischen Orden Orden der Freundschaft und Orden der Ehre sowie Träger des Verdienstordens der Italienischen Republik.
2017 zeichnete ihn der Bundespräsident mit dem Verdienstkreuz 1. Klasse des Verdienstordens der Bundesrepublik Deutschland aus.

## Privatleben
Philip Craven heiratete am 6. Juli 1974 eine Französin, mit der er zwei Kinder hat.

## Ehrungen und Erfolge
Sportliche Erfolge
- 1970: Commonwealth Games – Goldmedaille
- 1971: Europameisterschaft – Goldmedaille
- 1972: Paralympische Sommerspiele: Teilnehmer im Schwimmen und Rollstuhlbasketball
- 1973: Weltmeisterschaft im Rollstuhlbasketball: Weltmeister
- 1975: Weltmeisterschaft im Rollstuhlbasketball: Bronzemedaille
- 1976: Paralympische Sommerspiele: Teilnehmer Rollstuhlbasketball
- 1980: Paralympische Sommerspiele: Teilnehmer Rollstuhlbasketball
- 1984: Paralympische Sommerspiele: Teilnehmer Rollstuhlbasketball
- 1988: Paralympische Sommerspiele: Teilnehmer Rollstuhlbasketball
- 1993: Europameisterschaft im Rollstuhlbasketball: Vize-Europameister
- 1994: European Champions Cup: Goldmedaille

Ehrentitel
- 1973: La médaille d’argent de la Jeunesse et des Sports (Frankreich)
- 1991: Member of the Order of the British Empire (MBE)
- 2003: Stoke Mandeville Hall of Fame
- 2004: Goldmedaille der Stadt Athen (Griechenland)
- 2005: Knight Bachelor
- 2006: Juan Antonio Samaranch Disabled Athlete Award
- 2006: Ehrenmedaille von Torino (Italien)
- 2006: Ehrendoktor der Manchester Metropolitan University
- 2006: Verdienstorden der Italienischen Republik (Großoffizier)
- 2007: Chevalier de l’Ordre Ducal de la Croix de Bourgogne
- 2007: Ehrendoktor (Dr. jur.) der Nottingham University
- 2008: Ehrendoktor der University of Staffordshire
- 2009: Honorary Fellow der Liverpool John Moores University
- 2010: Ehrendoktor der University of Stirling
- 2012: Humanitarian Award Global Sports Development
- 2012: Ehrendoktor der University of Worcester
- 2012: Ehrendoktor der University of Manchester
- 2012: Orden der Freundschaft
- 2013: Ehrendoktor (Dr. jur.) der University of York
- 2014: Offizier der Ehrenlegion
- 2014: Orden der Ehre
- 2015: Militär- und Zivildienst-Orden Adolphs von Nassau (Komtur)
- 2015: Ehrendoktor (Lit. D.) der University of Chester
- 2016: Ehren-Schwarzgurt der World Taekwondo Federation[7]